# البطولات الوطنية الأمريكية 1884 (كرة مضرب)
قائمة بالأبطال في 1884 البطولات الوطنية الأمريكية لكرة المضرب (المعروفة الآن باسم أمريكا المفتوحة):

## الكبار

### فردي رجال
ريتشارد سيرز هزم  هاورد أ. تايلر 6-0 1-6 6-0 6-2